# Oreodytes sanmarkii
Oreodytes sanmarkii é uma espécie de insetos coleópteros pertencente à família Dytiscidae.
A autoridade científica da espécie é C. R. Sahlberg, tendo sido descrita no ano de 1826.
Trata-se de uma espécie presente no território português.